# Minortrophon
Minortrophon is een geslacht van weekdieren uit de klasse van de Gastropoda (slakken).

## Soort
- Minortrophon crassiliratus (Suter, 1908)